# Ductulus
Als Ductulus (Verkleinerungsform von lateinisch Ductus ‚Gang‘; Mehrzahl Ductuli) bezeichnet man in der Anatomie kleine gangartige Strukturen, die dem Stofftransport dienen. Sie werden je nach Organ und Funktion genauer bezeichnet:
- Ductuli aberrantes, Rest der Urnierenkanälchen, mit Ductulus aberrans superior und inferior
- Ductulus alveolaris, Gang zu den Lungenbläschen
- Ductuli biliferi, die kleinen Gallengänge
- Ductuli efferentes testis, Gänge vom Hodennetz zum Nebenhodenkopf
- Ductulus excretorius, Ausführungsgang einer exokrinen Drüse
- Ductuli lacrimales, Synonym für die Tränenkanälchen (Canaliculi lacrimales)
- Ductuli lactiferi, die kleinen Milchgänge in der Milchdrüse
- Ductuli prostatici, Ausführungsgänge in der Prostata